# Andrzej Morozowski
Andrzej Morozowski (ur. 13 czerwca 1957 w Warszawie) – polski dziennikarz radiowy i telewizyjny, zawodowo związany m.in. z  TVN24 i Radiem Zet.

## Życiorys
Ukończył XVII Liceum Ogólnokształcące im. Andrzeja Frycza Modrzewskiego w Warszawie (1976), a następnie studia na Wydziale Wiedzy o Teatrze Akademii Teatralnej w Warszawie. W trakcie wyborów czerwcowych w 1989 pełnił funkcję męża zaufania strony solidarnościowej, następnie był pracownikiem Obywatelskiego Klubu Parlamentarnego.
W latach 1990–2000 pracował w Radiu Zet, w tym okresie współpracował także z TVP, był reporterem sejmowym  Teleexpressu. Od 2001 związany z TVN24 jako prowadzący lub współprowadzący takie programy jak Skaner polityczny, Bohater tygodnia, Studio 24, Kuluary, Rozmowa bardzo polityczna, Tak jest, a także pracował jako reporter. Wraz z Tomaszem Sekielskim w latach 2005–2010 prowadził autorski program Teraz my! w TVN, przez jakiś czas uzupełniany o program Teraz My Dogrywka. W odcinku z 26 września 2006 przy współpracy z posłanką Samoobrony Renatą Beger za pomocą ukrytej kamery nagrali jej rozmowy z politykami PiS, co zapoczątkowało tzw. aferę taśmową.
Gościnnie udzielał się jako aktor, wystąpił m.in. w jednym z odcinków serialu Niania (2007) i filmie Sztos 2 (2012).

## Wyróżnienia
- Wiktor 2005 w kategorii najbardziej ceniony dziennikarz (razem z Tomaszem Sekielskim i Andrzejem Turskim)[8]
- Nagroda im. Andrzeja Woyciechowskiego 2006 (razem z Tomaszem Sekielskim) za odcinek programu Teraz My!, poświęcony odznaczeniu Wojciecha Jaruzelskiego Krzyżem Zesłańców Sybiru (2006)[9]
- Grand Press Dziennikarz Roku 2006 (razem z Tomaszem Sekielskim)[1]
- Telekamer 2007 i 2008 w kategorii publicystyka (razem z Tomaszem Sekielskim)[10][11]
- MediaTor 2007 w kategorii NawigaTOR (razem z Tomaszem Sekielskim)

## Książki
- Teraz My prześwietlamy (współautor), G+J Gruner&Jahr, Warszawa 2009
- Piękna dwudziestoletnia: 12 rozmów o wolnej Polsce (współautor), G+J Gruner&Jahr, Warszawa 2009
- Koniec PiS-u: z Michałem Kamińskim rozmawia Andrzej Morozowski, Wydawnictwo Czerwone i Czarne, Warszawa 2012

## Życie prywatne
Syn Mieczysława Morozowskiego (Mordechaja Mozesa), górnika, później pracownika archiwum Ministerstwa Bezpieczeństwa Publicznego, pochodzenia żydowskiego. Po wydarzeniach marcowych w 1968 rodzina zdecydowała się pozostać w Polsce. Andrzej Morozowski jest żonaty z Agatą Nowakowską, dziennikarką ekonomiczną „Gazety Wyborczej”, a później rzeczniczką prasową sieci sklepów Rossmann w Polsce. Mają syna Jana.